# Lost and Found (EP)
Lost and Found는 2008년 9월 23일에 발매된 아이유의 첫 번째 데뷔 미니앨범이다.
타이틀곡 〈미아〉로 2008년 9월 18일 케이블 방송 엠넷 《M Countdown》에서 데뷔 무대를 가졌고, 공중파 첫 데뷔 무대는 2008년 9월 20일, MBC 《쇼! 음악중심》에서 열었다.
2008년 11월에는 문화체육관광부에서 이달의 우수 신인음반으로 선정되기도 했다.

## 트랙리스트
| #             | 제목                      | 작사           | 작곡           | 편곡           | 재생 시간 |
| ------------- | ------------------------- | -------------- | -------------- | -------------- | --------- |
| 1.            | 〈미운 오리〉             | 최갑원         | PJ             | PJ, 김영환     | 3:30      |
| 2.            | 〈미아〉                  | 최갑원         | 민웅식, 이종훈 | 이종훈         | 3:43      |
| 3.            | 〈있잖아 (Feat. 마리오)〉 | 최갑원, 서정진 | 김세진, 서정진 | 김세진, 서정진 | 3:23      |
| 4.            | 〈Feel So Good〉          | 최갑원         | PJ             | PJ             | 4:03      |
| 5.            | 〈Every Sweet Day〉       | 최갑원, 이승민 | 한상원         | 한상원         | 3:31      |
| 6.            | 〈미아 (Instrumental)〉   |                | 민웅식, 이종훈 | 이종훈         | 3:42      |
| 총 재생 시간: | 총 재생 시간:             | 총 재생 시간:  | 총 재생 시간:  | 총 재생 시간:  | 21:52     |

## 참여 스텝
- 프로듀서: 최갑원
- 공동 프로듀서: 민웅식, PJ, 이종훈
- 레코딩 엔지니어: 김균중, 김갑수 at Booming studio
- 믹싱 엔지니어: 고승욱 at Vitamin studio
- 마스터링: 전훈 at Sonic studio

- 어드미니스트레이션 & 마케팅: 장현진, 조현주, 박혜선, 남지연
- A&R(레퍼토리): 이보영, 옥진우
- 프로모션 감독: 남궁찬 at Fiesta Entertainment
- 매니지먼트: 배종한, 오종화

- 스타일리스트: 채한석, 심재훈
- 헤어 & 메이크업: 원영미 / 이유정끌레르